# Fervaques
Fervaques és un antic municipi francès situat al departament de Calvados i a la regió de Normandia. L'any 2018 tenia 724 habitants. Des del 1r de gener de 2016 es va integrar en el municipi nou de Livarot-Pays-d'Auge com a municipi delegat. En reunir vint-i-dos antics municipis, aquest municipi nou és el més gros de tots els municipis nous de França.

## Demografia
El 2007 tenia 707 habitants. Hi havia 254 famílies. El 2007 hi havia 318 habitatges: 263 habitatges principals, 40 segones residències i 15 desocupats. 295 eren cases i 18 eren apartaments.

La població ha evolucionat segons el següent gràfic:

## Economia
El 2007 la població en edat de treballar era de 454 persones, 333 eren actives i 121 eren inactives. Hi havia una gran vintena d'empreses, principalment empreses comercials o altres serveis de proximitat. Té una escola maternal i una escola elemental.
L'any 2000 hi havia 19 explotacions agrícoles que conreaven un total de 490 hectàrees.